# Las flores del miedo
Las flores del miedo es una película española de terror estrenada en 1973, escrita y dirigida por José María Oliveira y protagonizada en los papeles principales por Patricia Wright, Julio Peña y Fernando Hilbeck.
La película tuvo una escasa difusión en su estreno y una nula comercialización en formato doméstico. No obstante, en 2015 fue editada por primera vez en formato DVD a nivel mundial por el fanzine El buque maldito.

## Sinopsis
Liz es una ilustre médium que vive en una aislada mansión junto a su esposo, Ray. Aunque está retirada de la profesión tras haber sido atacada por un espíritu llamado Helen, la mujer decide colaborar con Tony, un oscuro psicólogo que investiga el terror y analiza el miedo del ser humano y sus raíces. Las vidas del matrimonio se alterarán de forma inesperada hasta tomar cauces sorprendentes.

## Reparto
- Patricia Wright como Liz.
- Fernando Hilbeck como Tony Belmar.
- Julio Peña como Ray.
- Enriqueta Serrano como Helen.